# 郭华
郭华（1954年6月—），男，汉族，河北武邑人，中华人民共和国政治人物，曾任河北省政协副主席，中共沧州市委书记。